# HMS Daring (D32)
Pour les autres navires du même nom, voir HMS Daring.
Pour les articles homonymes, voir D32.
Le HMS Daring (D32) est le premier navire de la classe Type 45 (ou classe Daring) de destroyers de défense aérienne construit pour la Royal Navy et le septième navire à porter ce nom. Il s'agit d'un navire furtif.

## Historique
Son nom (Audace), son emblème et sa devise sont une référence à Caius Mucius Scaevola.
Mis à l'eau en 2006 sur la Clyde et testé en mer en 2007 et 2008, le navire a été remis à la Royal Navy en décembre 2008. Il est rattaché au port de Portsmouth depuis janvier 2009 et a été officiellement mis en service le 23 juillet 2009.
En tant que premier navire de la première classe de destroyers construite pour la Royal Navy depuis la classe Type 42 dans les années 1970, le HMS Daring a reçu une attention particulière des médias et du public.
Son empreinte acoustique se révélerait beaucoup trop importante, au point qu’il serait détectable par un sous-marin dans un rayon de 100 nautiques (185 km).
Un défaut de conception du refroidisseur intermédiaire fourni par Northrop Grumman et fixé aux turbines à gaz Rolls-Royce WR-21 engendrerait une perte de puissance, notamment dans les mers chaudes. Il a été mis en cale sèche entre 2017 et 2020, puis il a été remorqué vers un autre chantier naval pour recevoir de nouveaux générateurs, dans le cadre du « Power Improvement Project » [PIP]. Ces travaux ayant été achevés en 2022, il a été renvoyé à Portsmouth pour poursuivre son réaménagement et sa « régénération ». En 2024, on annonce qu'il devrait bientôt reprendre la mer pour effectuer des essais mais il est toujours à quai en aout 2025 ou il est désormais immobilisé depuis plus de 3 000 jours.

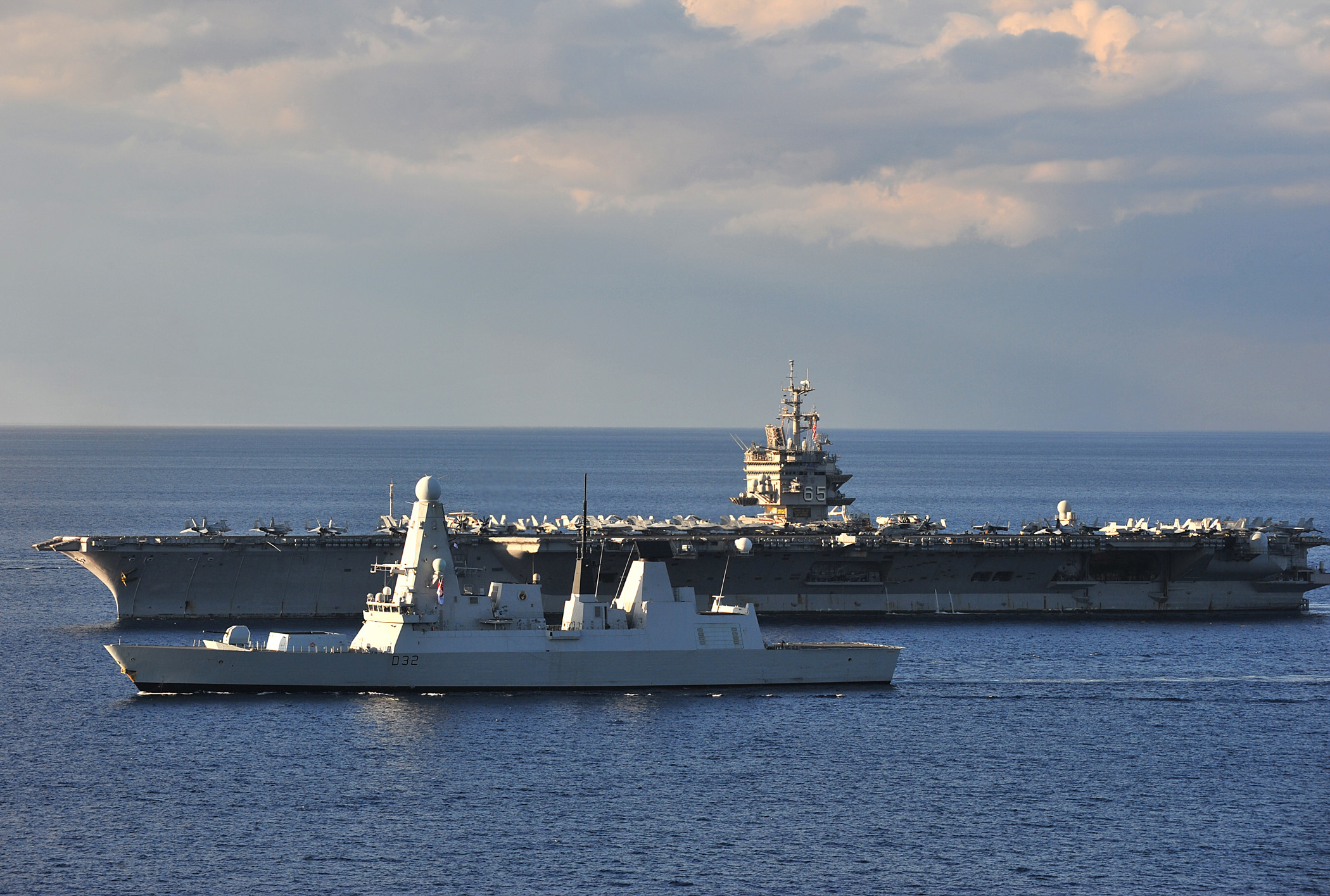
Le HMS Daring (D32) devant l'USS Enterprise (CVN-65).